# Meurtres en chambre froide
Meurtres en chambre froide (冷たい密室と博士たち, Tsumetai misshitsu to hakase tachi) est un roman de Hiroshi Mori, adapté en manga par son auteur pour le scénario tandis que Trawar Asada se charge des dessins. Faisant partie de la série S&M, il est précédé de F - the Perfect Insider et suivi d'un tome sans titre français, 笑わない数学者 (Warawanai sugakusha).
Mori ne semble pas, pour l'heure, poursuivre son travail d'adaptation avec Asada. Les huit tomes suivant restent donc inconnus dans les pays francophones.